# رسوایی (مجموعه تلویزیونی ۲۰۲۴)
رسوایی (انگلیسی: Scandal; کره‌ای: 스캔들) یک مجموعه تلویزیونی محصول کره جنوبی با بازی هان چه یونگ، هان بو روم و چوی وونگ است. این مجموعه از ۱۷ ژوئن ۲۰۲۴، روزهای دوشنبه تا جمعه ساعت ۱۹:۵۰ (کی‌اس‌تی) از کی‌بی‌اس۲ پخش شد.

## بازیگران

### اصلی
- هان چه یونگ در نقش مون جونگ این / مون گیونگ سوک[۵][۶]
- هان بو روم در نقش بک سول آه[۷]
- چوی وونگ در نقش سو جین هو[۸]